# Melipona colimana
Melipona colimana är en biart som beskrevs av Ayala 1999. Melipona colimana ingår i släktet Melipona och familjen långtungebin. Inga underarter finns listade i Catalogue of Life.